# عبديا (حومة دامغان)
عبدیا (بالفارسية: عبدیا) هي قرية تقع في إيران في منطقة مركزية ريفية. يقدر عدد سكانها بـ 112 نسمة بحسب إحصاء 2016.